# Agriocnemis maclachlani
Agriocnemis maclachlani – gatunek ważki z rodziny łątkowatych (Coenagrionidae).